# Ugo Finozzi

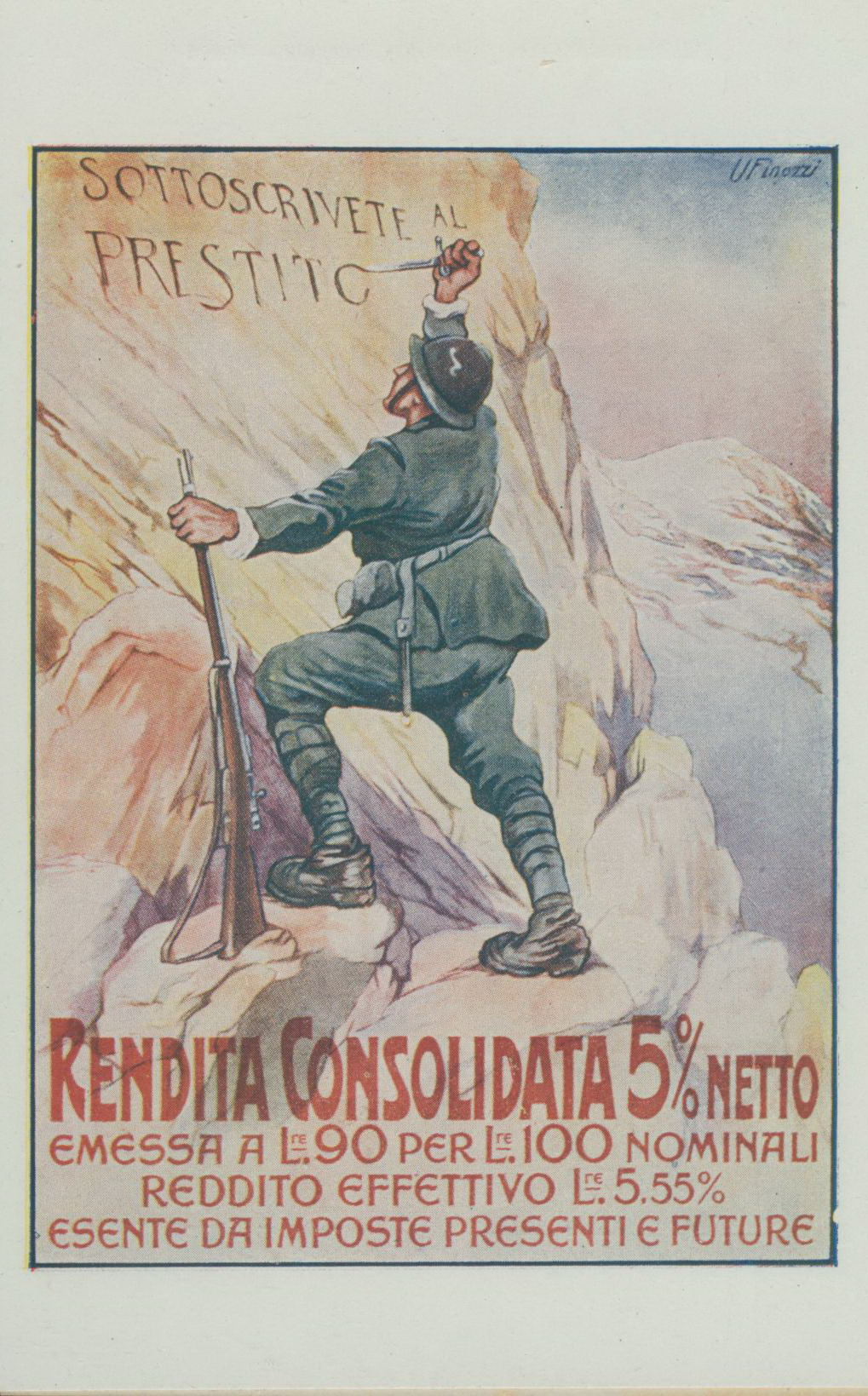
Manifesto prestito di guerra, 1917

Ugo Finozzi (Firenze, 1874 – Roma, 1932) è stato un illustratore italiano.

## Biografia
Ugo Finozzi iniziò la sua carriera come caricaturista sui giornali satirici L'Asino e Il Travaso delle idee e dal 1906 iniziò una lunga e significativa collaborazione con Il Giornalino della domenica; insieme a Filiberto Scarpelli fu uno degli artefici dello stile inconfondibile del giornale diretto da Luigi Bertelli fino al 1911.
Nel 1912 disegnò le illustrazioni della traduzione in italiano di Il libro delle bestie una raccolta di racconti per l'infanzia dello scrittore inglese Rudyard Kipling.

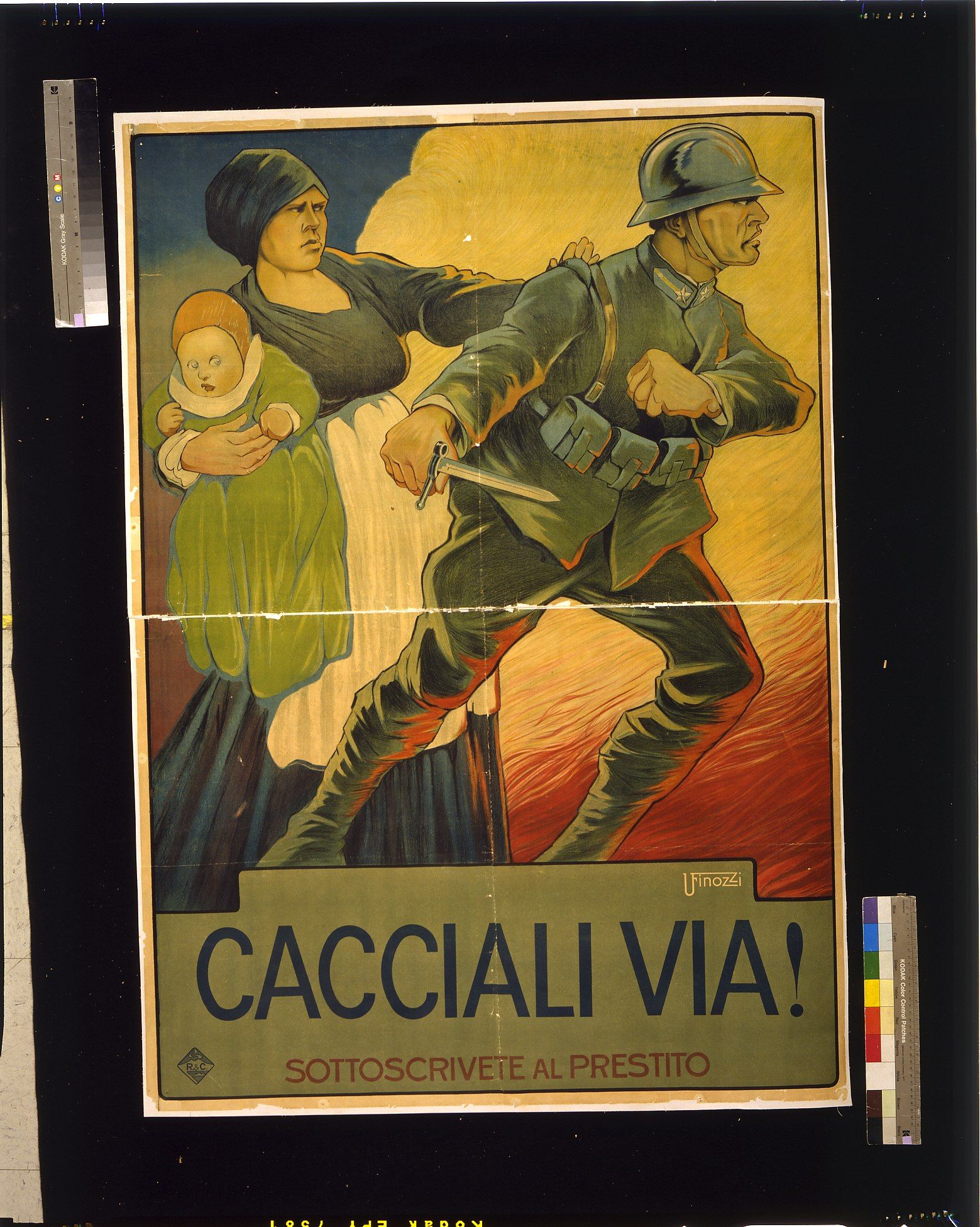
Manifesto Cacciali via!, 1918

Firmò alcune sue opere con lo pseudonimo Pellicola.
Durante la prima guerra mondiale realizzò i manifesti italiani per i prestiti nazionali di guerra alcuni sono tutt'ora conservati presso il Museo civico del Risorgimento di Bologna.
Nel 1917 fece alcune illustrazioni per la poesia La vispa Teresa (Trilussa).